# Pachyphyllum
Pachyphyllum é um género botânico pertencente à família das orquídeas (Orchidaceae).

## Espécies
1. Pachyphyllum breviconnatum  Schltr. (1921)
2. Pachyphyllum bryophytum  Schltr. (1924)
3. Pachyphyllum bucarasicae  Kraenzl. (1923)
4. Pachyphyllum capitatum  Kraenzl. (1906)
5. Pachyphyllum cardenasii  L.B.Sm. & S.K.Harris (1936)
6. Pachyphyllum costaricense  (Ames & C.Schweinf.) L.O.Williams (1938)
7. Pachyphyllum crystallinum  Lindl. (1846)
8. Pachyphyllum cuencae  Rchb.f. (1876)
9. Pachyphyllum cyrtophyllum  Schltr. (1918)
10. Pachyphyllum dalstroemii  Dodson (1997)
11. Pachyphyllum denticulatum  (Ruiz & Pav.) Schltr. (1921)
12. Pachyphyllum distichum  Kunth (1816) - Espécie tipo -
13. Pachyphyllum ecallosum  D.E.Benn. & Christenson (2001)
14. Pachyphyllum falcifolium  Rchb.f. (1876)
15. Pachyphyllum favosifolium  Kraenzl. (1923)
16. Pachyphyllum gracillimum  C.Schweinf. (1947)
17. Pachyphyllum hagsateri  Dodson (1996)
18. Pachyphyllum hartwegii  Rchb.f. (1855)
19. Pachyphyllum herzogii  Schltr. (1916)
20. Pachyphyllum hispidulum  (Rchb.f.) Garay & Dunst. (1965)
21. Pachyphyllum lycopodioides  Schltr. (1921)
22. Pachyphyllum mexicanum  Dressler & Hágsater (1976)
23. Pachyphyllum micrangis  Schltr. (1920)
24. Pachyphyllum micranthum  Schltr. (1920)
25. Pachyphyllum minus  Schltr. (1912)
26. Pachyphyllum nubivagum  L.O.Williams (1938)
27. Pachyphyllum pamplonense  Kraenzl. (1923)
28. Pachyphyllum parvifolium  Lindl. (1837)
29. Pachyphyllum pastii  Rchb.f. (1855)
30. Pachyphyllum pectinatum  Rchb.f. (1878)
31. Pachyphyllum peperomioides  Kraenzl. (1923)
32. Pachyphyllum piesikii  Szlach. (2007)
33. Pachyphyllum pseudodichaea  Rchb.f. (1878)
34. Pachyphyllum serra  Rchb.f. (1855)
35. Pachyphyllum squarrosum  Lindl. (1845)
36. Pachyphyllum steyermarkii  Foldats (1968)
37. Pachyphyllum tajacayaense  D.E.Benn. & Christenson (2001)
38. Pachyphyllum tenue  Schltr. (1921)
39. Pachyphyllum tortuosum  Foldats (1969)
40. Pachyphyllum vaginatum  Schltr. (1924)